# Берегвидейк
«Берегвидейк» (укр. Берегвідейк) — украинский футбольный клуб из Берегово, Закарпатская область. Основан в 1930 году. Играет в чемпионате Закарпатской области. Наивысшим достижением клуба является победа в кубке Украины среди аматёров в 2010 году и выход в 1/16 финала кубка Украины по футболу.

## История

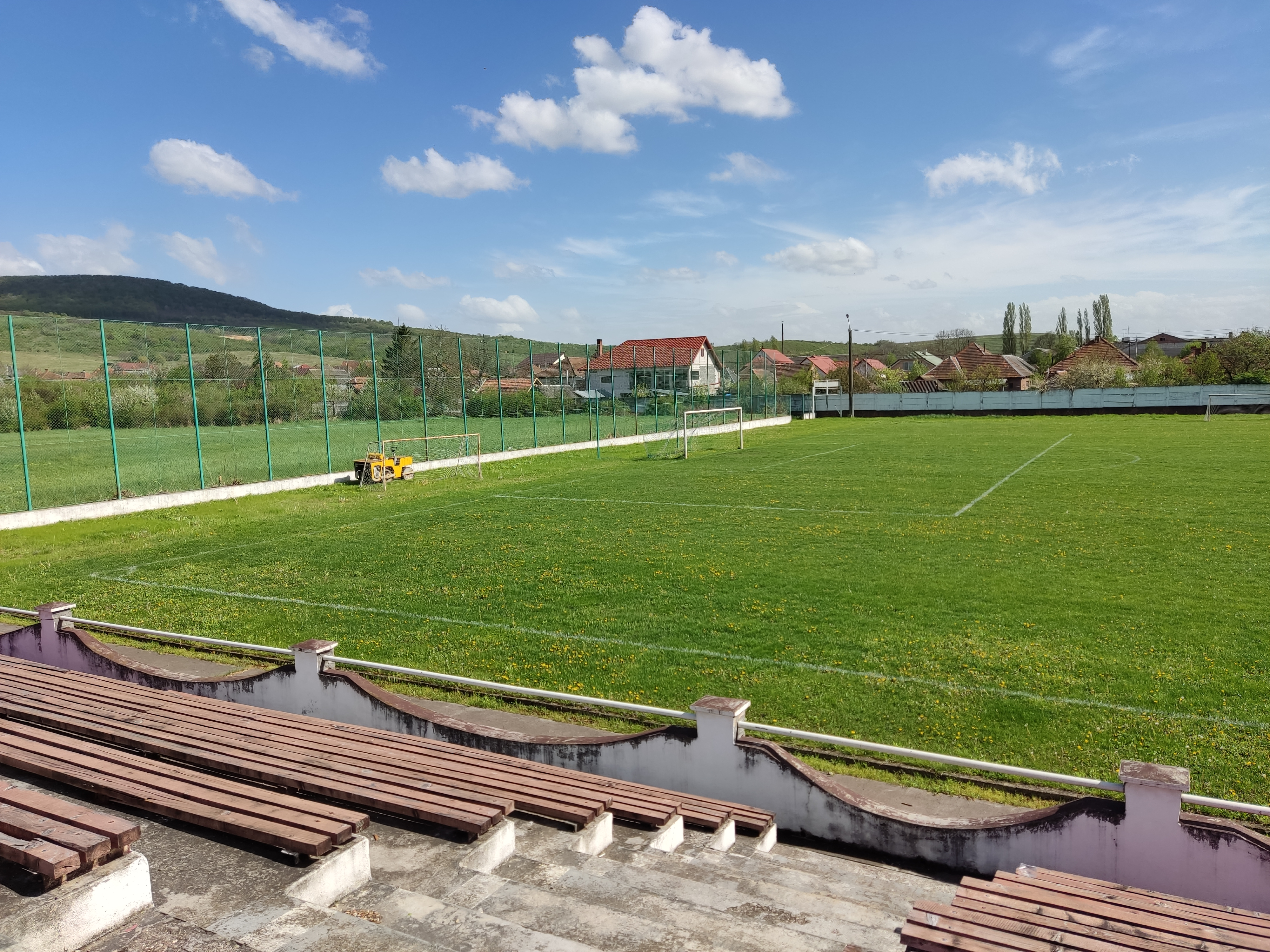
Стадион «Дружба»

В 1930 году был организован Береговский футбольный и теннисный клуб — БФТК (венг. «Beregszászi Futball és Tenisz Club»). В 1945 году команду БФТК переименовали в «Верховину», а с 1946 года команда носила название «Большевик». В 1951 году название клуба снова изменилось, и она стала называться «Колхозник». В этом же году команда выиграла Кубок Союза среди колхозных команд. В 1962 году «Колхозник» стал чемпионом Закарпатья. В 1983 году команду переименовали в «Дружбу», в 1996 — в «Вижибу», а в 1998 — в «Линет». С этого года команда дважды выигрывала первенство Закарпатской области. В 2002 году команда снова стала называться СК «Берегово» и стала чемпионом района и обладателем суперкубка Закарпатской области.
В 2007 году после длительного отсутствия футбола в городе появился СК «Берегвидейк». Тогда команду тренировал мукачевский тренер Вильгельм «Вилли» Теллингер. Но команда заняла шестое место в чемпионате, и руководство решило поменять главного тренера. На такой пост был назначен Роберт Надь — бывший игрок береговских команд. Молодой наставник смог найти подход к многим игрокам, и клуб уже в конце сезона занял третье место в чемпионате. в 2009 году в команде появились опытные игроки из Первой лиги: Олег Теплий, Владимир Лукашук, Владимир Корнутяк, Сергей Гордун, Сергей Сергеев. Мастерство этих футболистов помогло завоевать трофей чемпионата Закарпатской области. В 2009 и 2010 годах команда побеждала в чемпионате Закарпатской области. В 2010 году клуб стал обладателем Кубка Украины среди любительских команд, что дало ему право принимать участие в Кубке Украины по футболу 2011/12. В этом турнире команда, обыграв херсонский «Кристалл» и ахтырский «Нефтяник-Укрнафта», вышла в 1/16 финала, где встретилась с харьковским «Металлистом». После поражения от харьковского клуба, команда Роберта Надя усердно боролась в домашнем чемпионате. 16 октября 2011 года «Берегвидейк» в третий раз подряд стал чемпионом области.

## Достижения
- Чемпион Закарпатской области (5) — 1997, 1998, 1998 (осень), 2009, 2010, 2011
- Суперкубок Закарпатской области (1) — 2002
- Кубок Украины среди любителей (1) — 2010

## Известные игроки
- Виталий Азаров